# وادي رنية
وادي رنية هو أحد أودية شبه الجزيرة العربية، ويقع ضمن حدود السعودية. يبلغ طول الوادي 275 كم ومتوسط انحداره 4,5 م / كم. ينبع من قرب بلجرشي، ويصب في شرق رنية. من أهم روافده وادي ثراد.